# Portada/efemèride abril 13
Eduardo Galeano
« 12 d'abril · 13 d'abril · 14 d'abril »